# Le Conte des deux vizirs et d'Anîs al-Jalîs

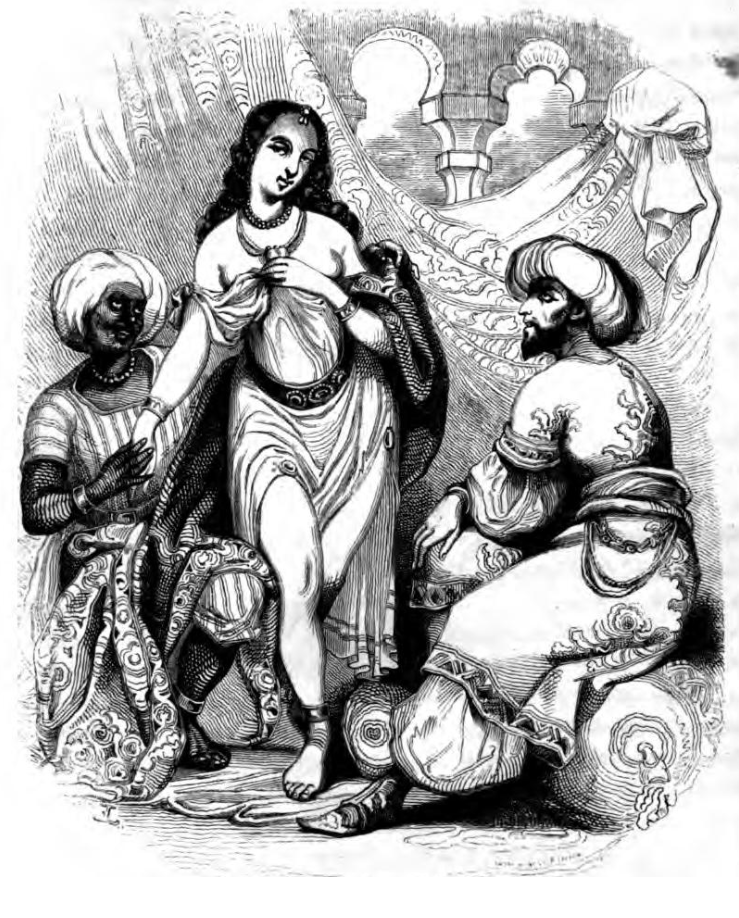
Anîs al-Jalîs est vendu sur le marché aux esclaves de Bassora. Dessin de F. Groß, dans : Gustav Weil : Tausendundeine Nacht, 1838 (allemand).

Le Conte des deux vizirs et d’Anîs al-Jalîs est un récit du recueil Les Mille et Une Nuits. Il s'étend des nuits 34 à 38.

## Histoire
Un sultan avait deux vizirs ; l'un d'eux était bon et aimé de tous, tandis que l'autre, méchant, se plaisait à médire au sujet des gens. 
Un jour le sultan confia 10000 dinars au premier vizir pour qu'il aille au marché et en ramène la plus belle des esclaves. Après quelque temps, le vizir fit l'acquisition de la plus belle, la plus instruite et la plus raffinée des esclaves, appelée Anîs al-Jalîs. Il l'amena chez lui pour lui donner un bain et l'habiller convenablement avant de la présenter au sultan.
Pendant son séjour chez le vizir, le fils de celui-ci, un très beau jeune homme, rencontra Anîs al-Jalîs et les deux jeunes gens tombèrent éperdument amoureux l'un de l'autre. Au grand malheur de son père, Nûr ad-Dîn 'Alî alla même jusqu'à déflorer l'esclave promise au sultan. Le vizir décida donc de cacher l'affaire en gardant l'esclave pour lui.
Un jour, le vizir mourut et légua sa fortune à son fils. Nûr ad-Dîn 'Alî vécut pour un temps en dépensant la fortune de son père de façon insouciante, si bien qu'il fut ruiné en un rien de temps. N'ayant même plus de quoi manger, Anîs al-Jalîs lui proposa de la revendre au marché pour récupérer un peu d'argent. Malheureusement pour eux, le principal intéressé par l'acquisition de l'esclave fut le méchant vizir, au courant de l'histoire et désireux de s'approprier l'esclave à bon prix. Nûr ad-Dîn fut incapable de laisser s'en aller son amante pour si peu, et tous deux furent contraints à l'exil après que le vizir et Nûr ad-Dîn se furent battus.
Le couple s'embarqua donc sur un navire à destination de Bagdad. Arrivé dans la ville et n'ayant aucune place où aller, ils allèrent se reposer près de la porte d'un beau jardin qui appartenait au calife. Le jardinier, venu initialement pour chasser des gens qu'il croyait indésirables, fut ému par leur beauté et les invita à venir se reposer et se rassasier dans le jardin.
La nuit venue, le calife fut intrigué par la lumière qu'il apercevait dans son jardin et, après s'être déguisé, rendit visite au jardinier et au jeune couple. Il fut aussitôt séduit par les jeunes gens et, après avoir révélé son identité, il donna à Nûr ad-Dîn une lettre de recommandation pour le sultan.
De retour à Bassora, le méchant vizir fit emprisonner Nûr ad-Dîn et détruisit la lettre sous les yeux mêmes du sultan. Craignant pour son amant, Anîs al-Jalîs, restée à Bagdad, se résolut à conter le fond de son histoire au calife ; ce dernier dépêcha son vizir Ja'Far le Barmécide à Bassora. Lorsque celui-ci y arriva, il trouva Nûr ad-Dîn en bien fâcheuse posture et fit emprisonner le sultan et son méchant vizir. Nûr ad-Dîn n'ayant aucun désir de régner à Bassora, tous retournèrent donc à Bagdad où le méchant vizir fut décapité sur ordre du calife.